# 북위 효명제
위 숙종 효명황제 원후(魏 肅宗 孝明皇帝 元詡, 510년 4월 8일(음력 3월 14일) ~ 528년 3월 31일(음력 2월 25일))는 중국 남북조 시대 북위의 제9대 황제(재위: 515년 ~ 528년)이다. 선무제의 차남이고 어머니는 호충화이다.

## 생애
어린 효명제를 대신해 섭정한 영태후는 정치를 하면서 불교에 심취해 전국에 사탑을 건립하여 재정을 어지럽혀, 국내에 도적이 봉기하고, 그동안 누적된 한화 정책에 대한 선비족의 불만은 523년 6진의 난을 초래하여 북위 멸망의 원인이 되었다.
6진은 원래 북위의 수도 평성을 지키던 6곳의 군사기지로 이곳엔 왕실 계통의 유력자들이 머물면서 국경을 지켰기에 대우가 좋았다. 하지만 급진적인 한화 정책과 수도의 이전으로 인해 대우가 소홀해 지면서 그 불만이 누적되어 6진의 난을 초래하게 된 것이다.
우여곡절 끝에 6진의 난을 진압하였으나 영태후를 제거하려다가 발각되어 독살당하였다. 이후 영태후는 두 차례에 걸쳐 후계자를 세워 권력을 유지하려 하였으나 6진의 난의 진압과정 중 대군벌으로 성장한 산서성 삭현 지방의 흉노족 이주영(爾朱榮)이 군대를 이끌고 낙양(洛陽)에 들어와 효장제(孝莊帝)를 옹립했다.
이후 이주영은 528년 영태후와 후계자 원조를 황하에 던져버리고, 승상 이하의 대신 1,000명을 처형하는 하음의 변을 일으켰다.

## 가계도
- 아버지 : 선무황제 원각(宣武皇帝 元恪)(483~515)
- 어머니 : 선무영황후 호씨(宣武靈皇后 胡氏)(?~528)
- 황후 : 황후 호씨(皇后 胡氏) (~554)
- 후궁 : 좌소의 호씨 호명상(左昭儀 胡氏 胡明相) (509~527)
- 후궁 : 빈 고씨 고원의(嬪 高氏 高元儀)
- 후궁 : 빈 왕씨(嬪 王氏)
- 후궁 : 빈 장씨(嬪 張氏)
- 후궁 : 충화 반씨 반외련(充華 潘氏 潘外憐)
  - 황녀 : 여제 (女帝) (528~?)
- 후궁 : 충화 노씨 노영원(充華 盧氏 盧令媛) (511~522)
- 후궁 : 세부 정씨(世婦 鄭氏)
- 후궁 : 세부 최씨(世婦 崔氏)
- 후궁 : 세부 이씨(世婦 李氏)

## 기년
| 효명제      | 원년            | 2년        | 3년                 | 4년        | 5년                 | 6년        | 7년        | 8년        | 9년        | 10년                |
| ----------- | --------------- | ---------- | ------------------- | ---------- | ------------------- | ---------- | ---------- | ---------- | ---------- | ------------------- |
| 서력 (西曆) | 516년           | 517년      | 518년               | 519년      | 520년               | 521년      | 522년      | 523년      | 524년      | 525년               |
| 간지 (干支) | 병신(丙申)      | 정유(丁酉) | 무술(戊戌)          | 기해(己亥) | 경자(庚子)          | 신축(辛丑) | 임인(壬寅) | 계묘(癸卯) | 갑진(甲辰) | 을사(乙巳)          |
| 연호 (年號) | 희평(熙平) 원년 | 2년        | 3년 신귀(神龜) 원년 | 2년        | 3년 정광(正光) 원년 | 2년        | 3년        | 4년        | 5년        | 6년 효창(孝昌) 원년 |
| 효명제      | 11년            | 12년       | 13년                |            |                     |            |            |            |            |                     |
| 서력 (西曆) | 526년           | 527년      | 528년               |            |                     |            |            |            |            |                     |
| 간지 (干支) | 병오(丙午)      | 정미(丁未) | 무신(戊申)          |            |                     |            |            |            |            |                     |
| 연호 (年號) | 2년             | 3년        | 4년 무태(武泰) 원년 |            |                     |            |            |            |            |                     |